# Klerf
Die Klerf ist ein Fluss im Norden Luxemburgs (Ösling) mit Quelle in der Nähe von Huldingen (Huldange) auf 530 m.ü.NN. Dort heißt sie Woltz. Diesen Namen behält sie bis zu ihrem Durchfluss in Clerf  (Clervaux), ab da wird sie Klerf genannt. Sie mündet in Kautenbach auf einer Höhe von 250 m.ü.NN in die Wiltz.

## Nebenflüsse der Klerf
| - Rechtes Ufer - Follmillbaach - Haardbaach - Brëllbaach - Rénkebaach - Weierbaach - Klengelbaach - Heffbaach - Kréimeschweier - Tretterbaach - Béischenderbaach - Reichelbaach - Bréisbich - Botteschbaach - Eselbaach - Froumeschbaach - Wiweschbaach - Baierbich - Weierbaach | - Linkes Ufer - Boburen - Stauwelbaach - Luckeschbaach - Béilsbech - Wemperbaach - Reneschbaach - Millbech - Baach - Irbech - Pëntsch - Jopich - Krëpbaach - Kroodebaach |

## Sehenswertes am Fluss

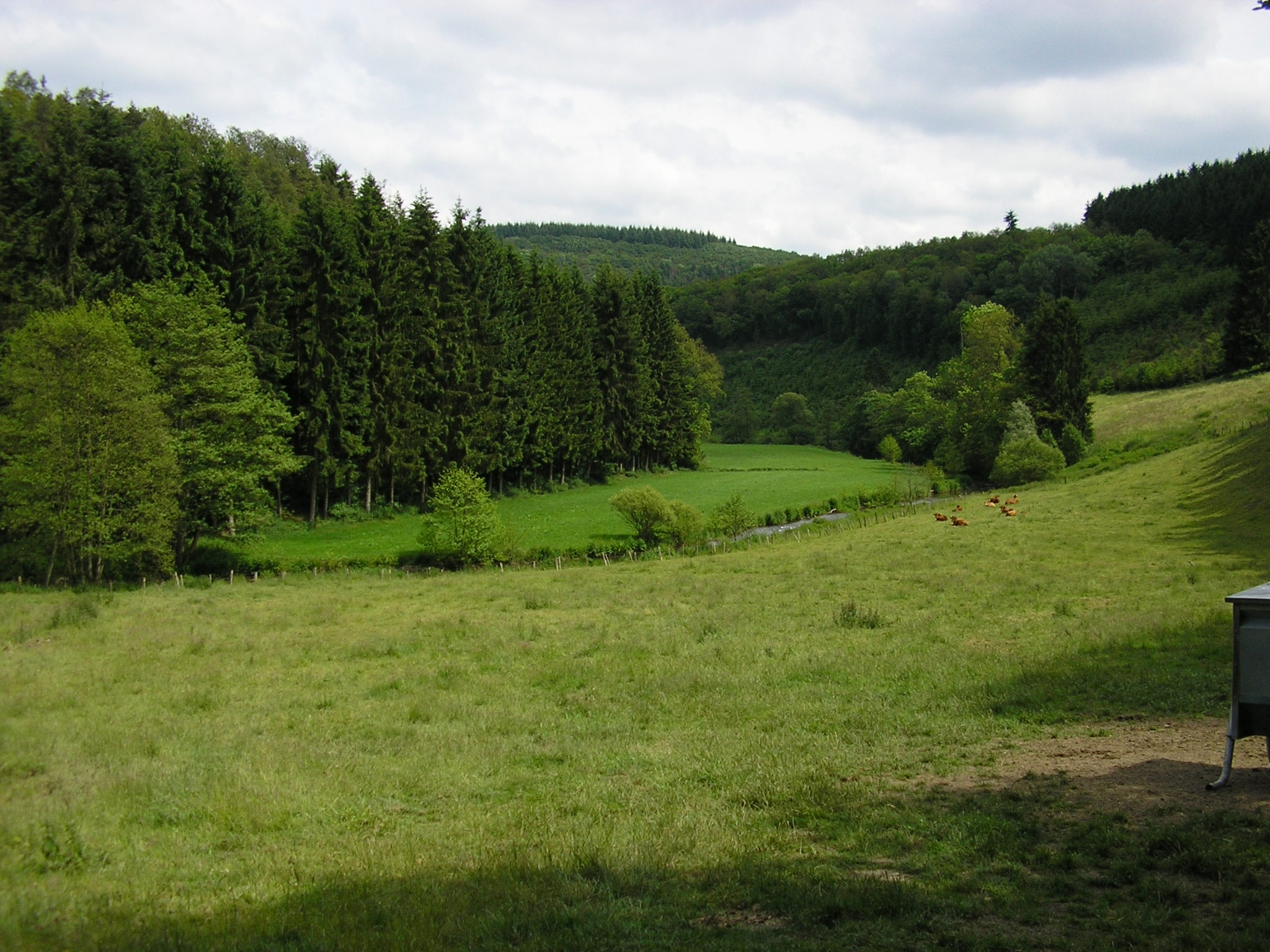
Im Klerftal unterhalb von Alscheid

Zwischen Troisvierges und Kautenbach folgt die Luxemburger Nordbahn dem Fluss. Die Strecke wird heute ausschließlich für Personenzüge benutzt, die im Stundentakt zwischen Troisvierges und Luxemburg (Stadt) verkehren. Züge in Richtung Belgien und Lüttich gibt es dabei alle zwei Stunden.
Bei Troisvierges führt ein Lehrpfad in das Feuchtgebiet Cornelys Millen. Der "Sentier des Passeurs" folgt einem Fluchthelferweg, auf dem ab 1943 luxemburgische Wehrdienstverweigerer nach Belgien geschleust wurden.
Größter und interessantester Ort ist Clervaux mit dem Schloss und der Family of Man. 
Im Kiischpelt treibt das Wasser des Flusses die Rackés Millen" im Ortsteil Enscherange. Das ist die einzige funktionsfähig erhaltene Wassermühle im Ösling. Sehenswert ist auch der Ortsteil Lellingen mit seinen alten Bauernhäusern und den Narzissen.
Der landschaftlich reizvollste Talabschnitt befindet sich zwischen Lellingen und Kautenbach. Hier verengt sich das Tal zu einem Kerbsohlental mit Flussterrassen und markanten Talmäandern. Außer der Bahnlinie gibt es hier nur Wanderwege und einen Radweg.
Von Kautenbach aus führt ein Naturlehrpfad hinauf zur Hockslay (siehe Foto) und zum Aussichtsturm (mit einem guten Rundblick über das Ösling mit seinen Hochflächen und tief eingeschnittenen Tälern).
Entlang des Flusslaufes findet man zahlreiche Überreste der früheren Wiesenbewässerung, hier "Fléizen" genannt.